# Igreja de San Giorgio
A Igreja de San Giorgio é uma igreja localizada em Portofino na Itália.

## História
A primeira construção da igreja, dedicada a São Jorge, data de 1154. Em 1691, ela foi modificada e a estrada de acesso foi alargada. Em 1760, a igreja foi novamente renovada e ampliada. Foi destruída durante a Segunda Guerra Mundial e reconstruída após o conflito.

## Descrição
A igreja está situada em um penhasco com vista para o mar, na vila de Portofino.

## Galeria

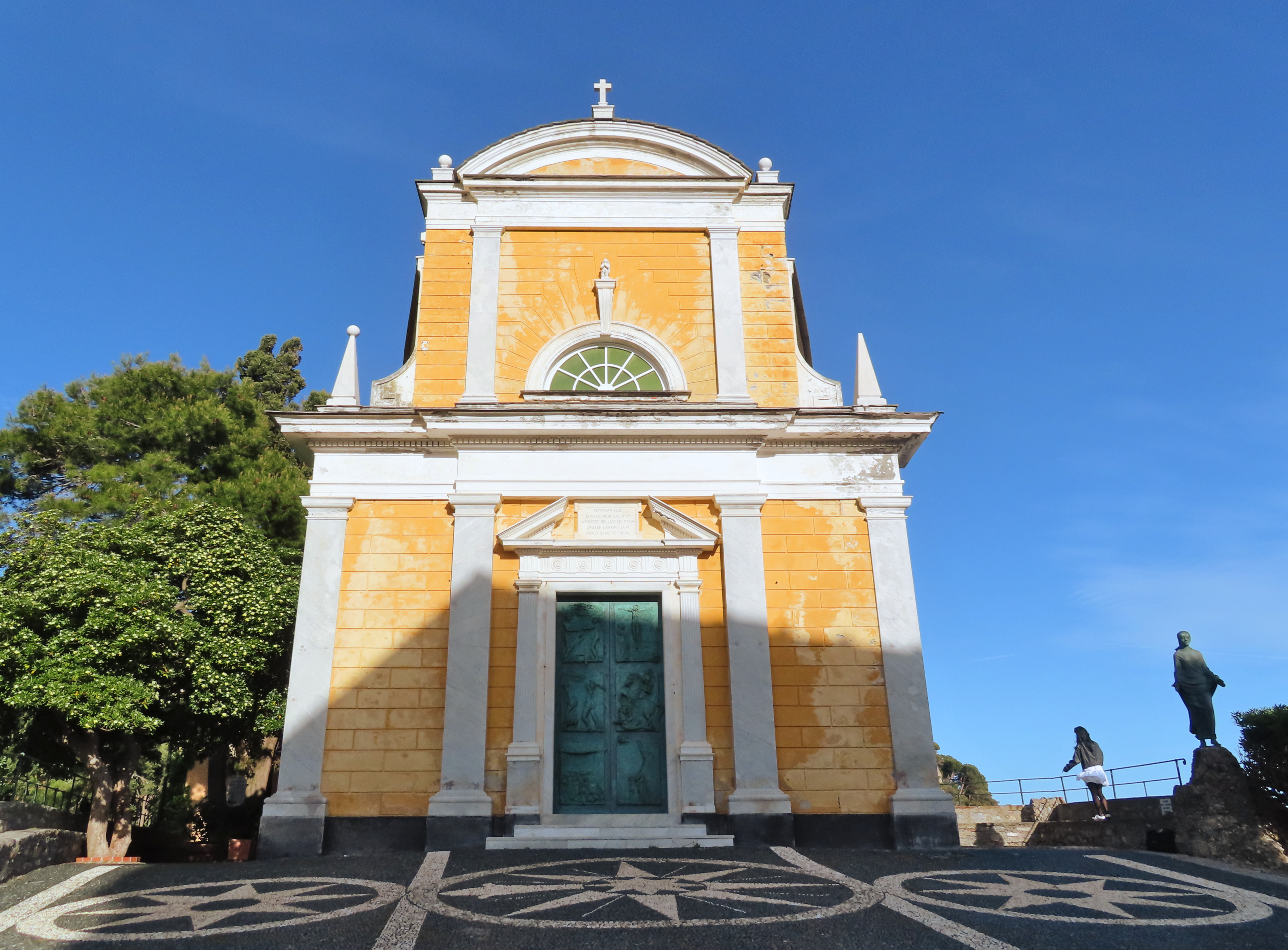
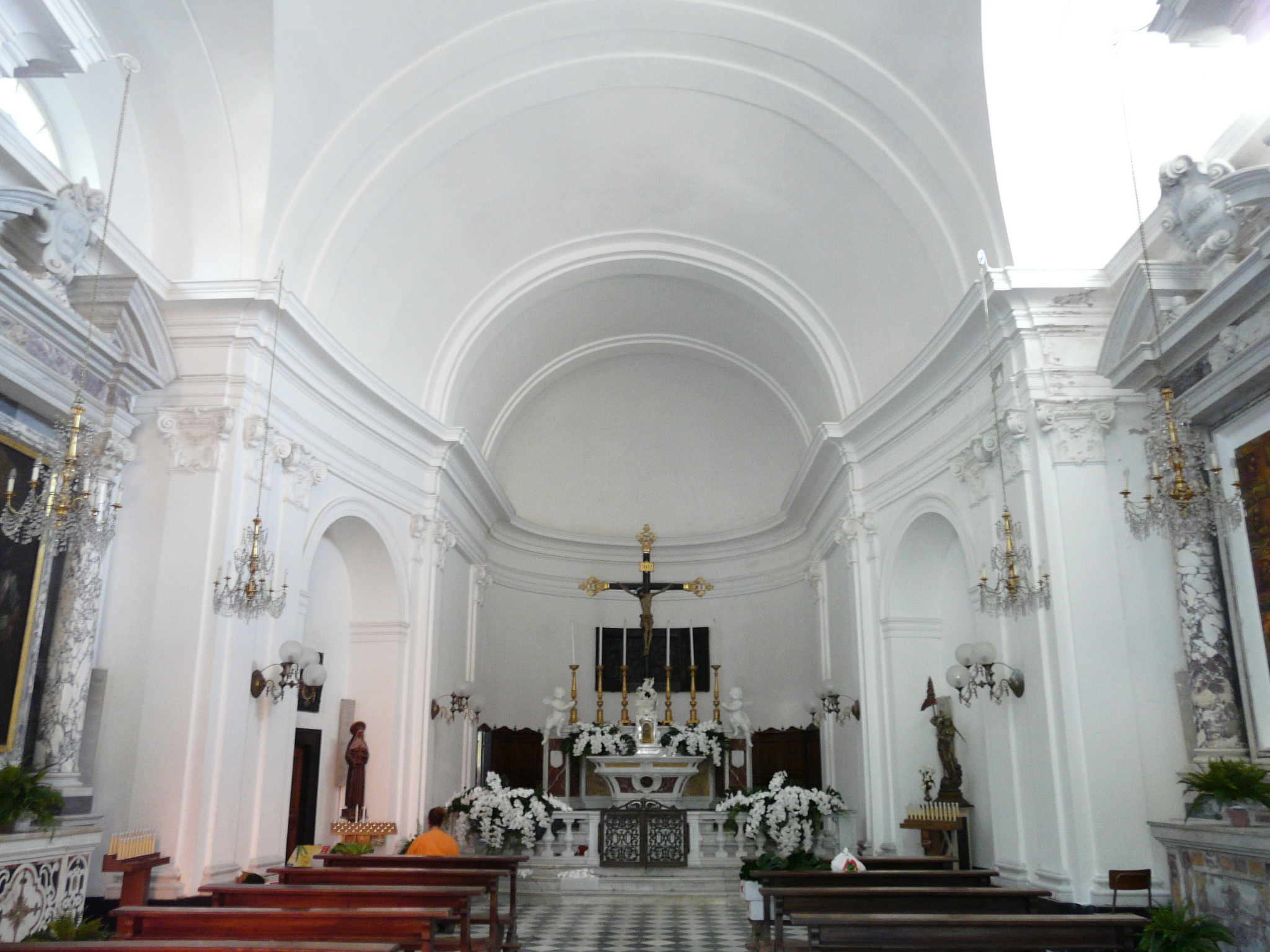
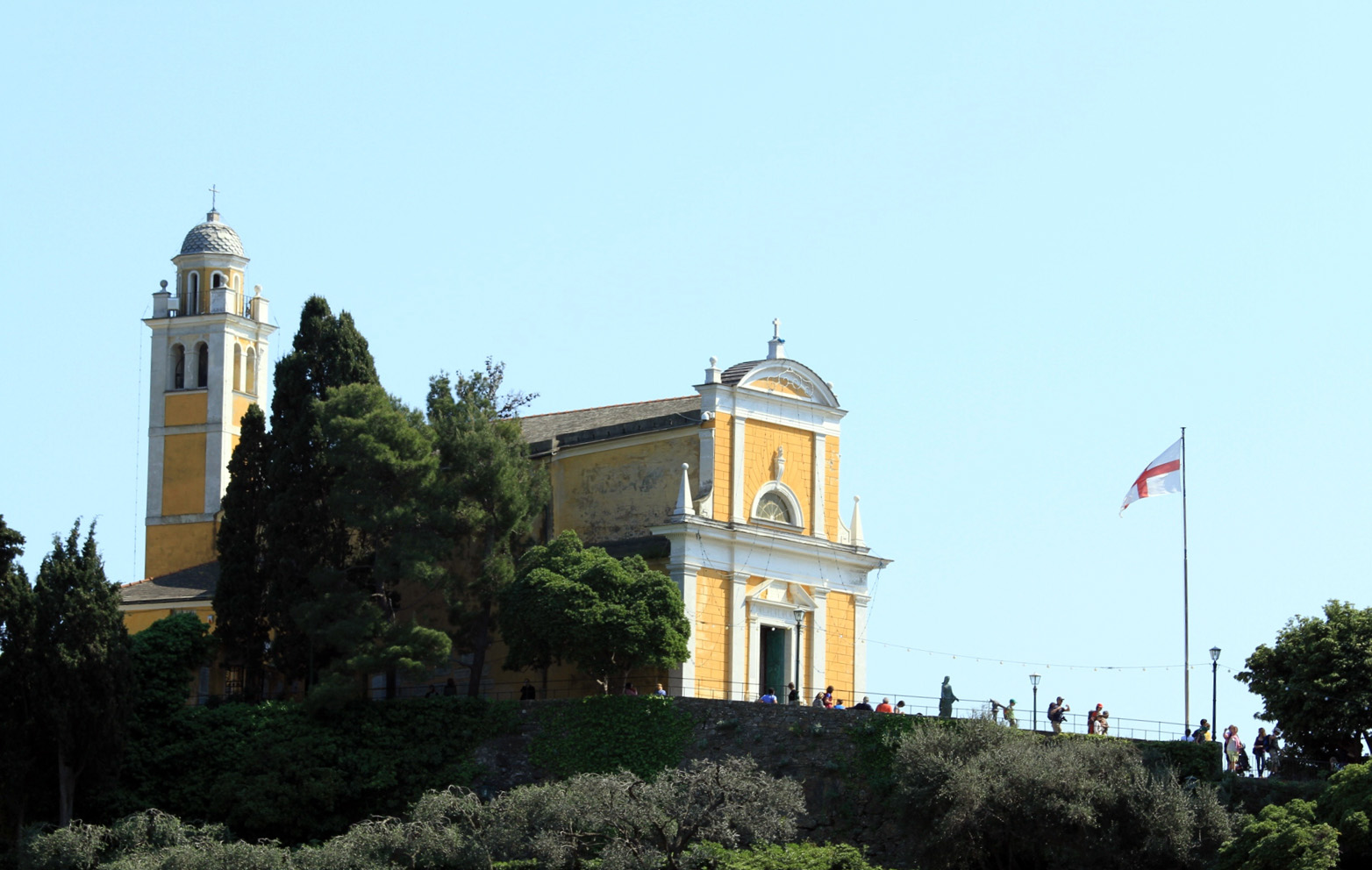